# Вилявисенсио
Вилявисенсио (на испански: Villavicencio) е град в Колумбия. Разположен е в централната част на страната в подножието на Андите. Главен административен център на департамент Мета. Основан е през 1740 г. Транспортен възел. Производство на бира и перилни препарати. Отглеждане и износ на кафе, банани и ориз. Население 384 131 жители от преброяването през 2005 г.